# Kazimierz Gilarski

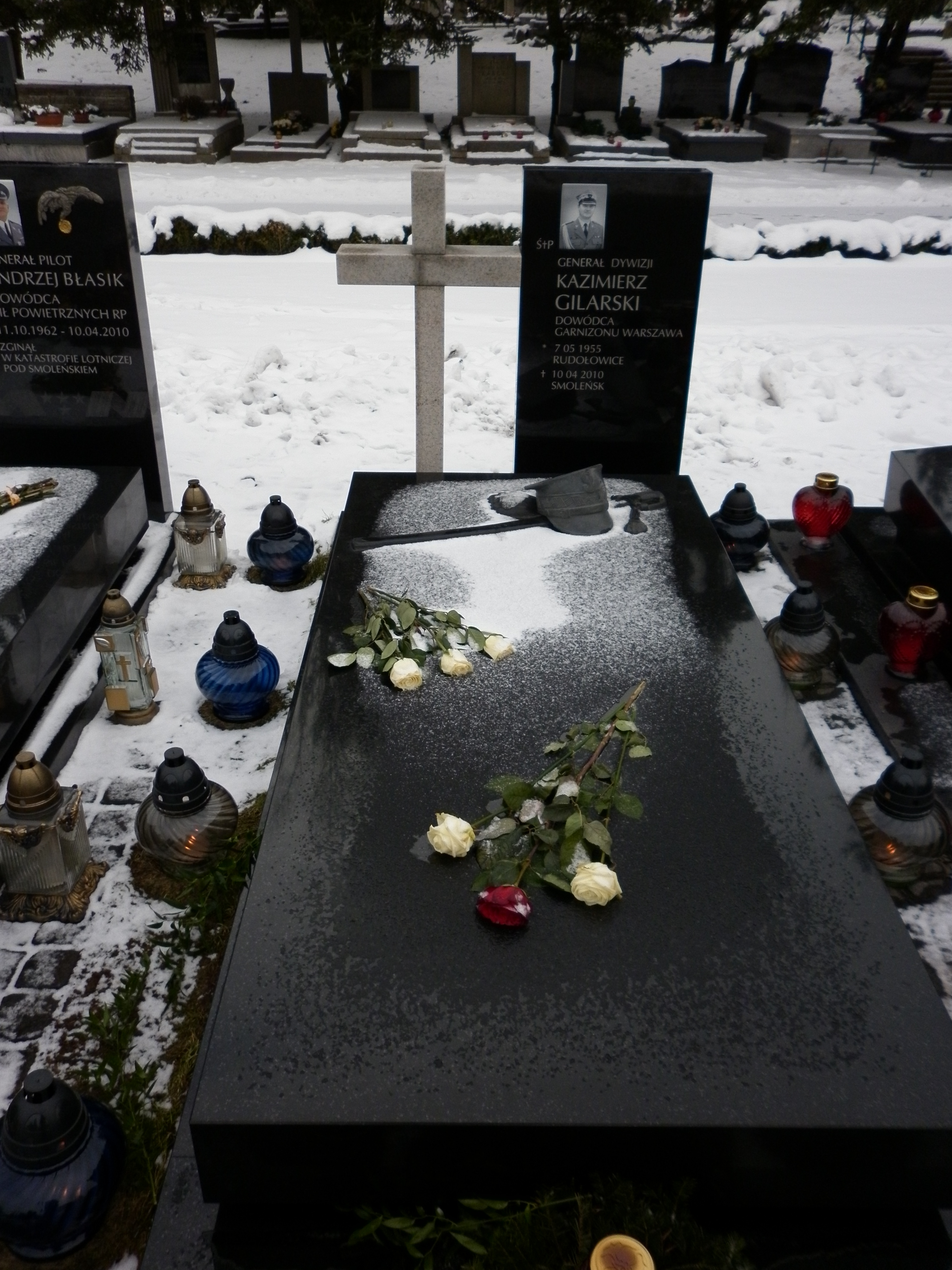
Hrob Kaizmierza Gilarského

Kazimierz Gilarski (7. květen 1955 Rudołowice, Polsko – 10. duben 2010 Pečersk, Rusko) byl polský brigádní generál a velitel varšavské posádky.

## Životopis
Byl absolventem Důstojnické školy ve Vratislavi. V roce 1978 začala jeho profesionální vojenská služba. V roce 1989 absolvoval magisterské studium na Vysoké škole pedagogické v Krakově a postgraduální studium na Akademii národní obrany. V roce 1993 byl jmenován zástupcem velitele posádky a povýšen do hodnosti plukovníka. 11. listopadu 2006 byl povýšen do hodnosti brigádního generála a byl jmenován do funkce velitele varšavské posádky.
Zemřel při leteckém neštěstí u ruského Smolensku 10. dubna 2010. Posmrtně obdržel Komandérský kříž Řádu Polonia Restituta (Krzyż Komandorski Orderu Odrodzenia Polski).

## Vyznamenání
| Stát        | Stuha | Název                                             | Datum udělení |
| ----------- | ----- | ------------------------------------------------- | ------------- |
| Polsko      |       | Komtur Řádu znovuzrozeného Polska in memoriam     | 2010          |
| Polsko      |       | Důstojník Řádu znovuzrozeného Polska              | 2008          |
| Polsko      |       | Rytíř Řádu znovuzrozeného Polska                  | 2004          |
| Polsko      |       | Zlatý Záslužný kříž                               | 1999          |
| Polsko      |       | Stříbrný Záslužný kříž                            | 1991          |
| Polsko      |       | Stříbrná Medaile ozbrojených sil ve službě vlasti | 1988          |
| Polsko      |       | Zlatá Medaile za zásluhy na národní obraně        | 1998          |
| Polsko      |       | Medaile Bene Merito                               | 2009          |
| Portugalsko |       | Velkodůstojníci Řádu za zásluhy                   | 1. září 2008  |